# 关于人民解放军坚决支持革命左派群众的决定
《关于人民解放军坚决支持革命左派群众的决定》，是1967年1月23日中共中央、中华人民共和国国务院、中央军委、中央文革作出的一份决定。

## 概述
因为文化大革命进入夺权阶段。全国处于“打倒一切”、“全面内战”的混乱局面，地方党政机关陷于瘫痪或半瘫痪，公、检、法机关失去了作用，武斗成风，工矿企业停产或半停产，交通严重堵塞。在这种情况下，毛泽东决定派人民解放军执行“三支两军”任务。
1967年1月20日，毛泽东给林彪写信，要求解放军支持左派。他在信中说：“所谓不介入是假的，早已介入了。问题不是介入不介入的问题，而是站在哪一边的问题，是支持革命派还是支持保守派甚至右派的问题，人民解放军应当积极支持革命左派。”
《决定》就执行毛泽东的指示作了5条规定：
| （一）以前关于军队不介入地方文化大革命以及其他违反上述精神的指示，一律作废。 （二）积极支援广大革命左派群众的夺权斗争。凡是真正的无产阶级左派要求军队去援助他们，军队都应当派出部队积极支援他们。 （三）坚决镇压反对无产阶级革命左派的反革命分子、反革命组织，如果他们动武，军队应当坚决还击。 （四）重申军队不得做一小撮党内走资本主义道路当权派和坚持资产阶级反动路线的顽固分子防空洞的指示。 （五）在全军深入进行以毛主席为代表的无产阶级革命路线和以刘少奇、邓小平为代表的资产阶级反动路线斗争的教育。以前关于军队不介入地方“文化大革命”的指示，一律作废。 |